# Fedra
Fedra este o tragedie în 5 acte (având respectiv 5,6,6,6 si 7 scene), scrisă în versuri de către Jean Racine, prezentată la 1 ianuarie 1677 la Hôtel de Bourgogne.

## Istoric
Fedra (greacă σελασφόρος, înseamnă Lumina) este ultima tragedie profană a lui Racine înaintea unei lungi tăceri de 12 ani de-a lungul cărora se va consacra serviciului regelui și religiei. Încă odată, el alege un subiect deja tratat de poeții tragici greci și romani. În lipsa regelui Tezeu (sau Teseu), Fedra sfârșește prin a mărturisi iubirea sa pentru Hippolit, fiul lui Teseu dintr-o altă căsătorie.
Totul în Fedra a fost la scală mare: construcția tragică, profunzimea personajelor, abundența versificației. Spre deosebire de piesa pe aceeași temă, Hippolit poartă coroană, al lui Euripide, Racine face ca la finele operei Fedra să moară; suferind înaintea sinuciderii ei  de pe urma morții lui Hippolit. Fedra, ca personaj, este unul dintre cele mai remarcabile din operele lui Racine. Ea, totodată, este vinovată de nefericirea altora fiind totodată și victima instinctelor sale.
Piesa și personajul Fedra au „suferit,” în epocă, fiind „victima” unei creații simultane, pe aceeași temă, a lui Nicolas Pradon, azi total uitat, fapt care a provocat o ceartă literară care se va ivi în "’Affaire des sonnets". Gabriel Gilbert publicase deja „Hippolit sau un băiat insensibil” (1647). Puțin câte puțin, Fedra devine una dintre piesele cele mai cunoscute ale lui Racine. Chiar dacă nici piesa și nici personajul principal n-au fost așa de studiate ca Andromaca sau Britannicus, ea este una din tragediile secolului al XVII-lea cel mai des reprezentate pe scenă.

## Prezentarea piesei

### Actul I
Hippolit, fiul lui Tezeu și al unei amazoane, îi destăinuie confidentului său, Teramen, intenția sa de a părăsi orasul Trezen, pentru a fugi de iubirea sa pentru Aricia, sora Pallandinilor, clanul inamic al lui Tezeu. Fedra, soția lui Teseu / Tezeu, îi marturiseste dădacei și servitoarei sale pasiunea ce o simte pentru fiul său vitreg Hippolit.
Astfel, în lipsa lui Tezeu, auzind că acesta ar fi fost mort, Fedra își exprimă sentimentele față de fiul vitreg al soțului ei (Hipolit). În urma conversației avute, ea află că Hipolit este îndrăgostit de altcineva și rămâne rece declarațiilor ei. Nu după mult timp, Tezeu se întoarce. De frică că Hipolit ar putea divulga pasiunea ei mărturisită pentru el, Fedra îl minte pe Tezeu spunându-i că, de fapt, Hipolit este cel care s-ar fi îndrăgostit de ea. Tezeu crede cele spuse de Fedra, în ciuda încercărilor lui Hipolit de a îl convinge că el este, de fapt, îndrăgostit de Aricia. Hipolit este exilat. Servitoarea căreia Fedra i s-a confesat, este omorâtă pentru a nu divulga secretul Fedrei. În acel moment, Tezeu realizează că fiul lui spusese adevărul, dar este prea târziu. Totul se încheie cu moartea fiului, Hipolit și regretele tatălui, Tezeu. Fedra decide să se sinucidă luând otrava Medeei.

## Vezi și
- Listă de piese de teatru franceze
- Patima roșie de Mihail Sorbul